# Noah Mills

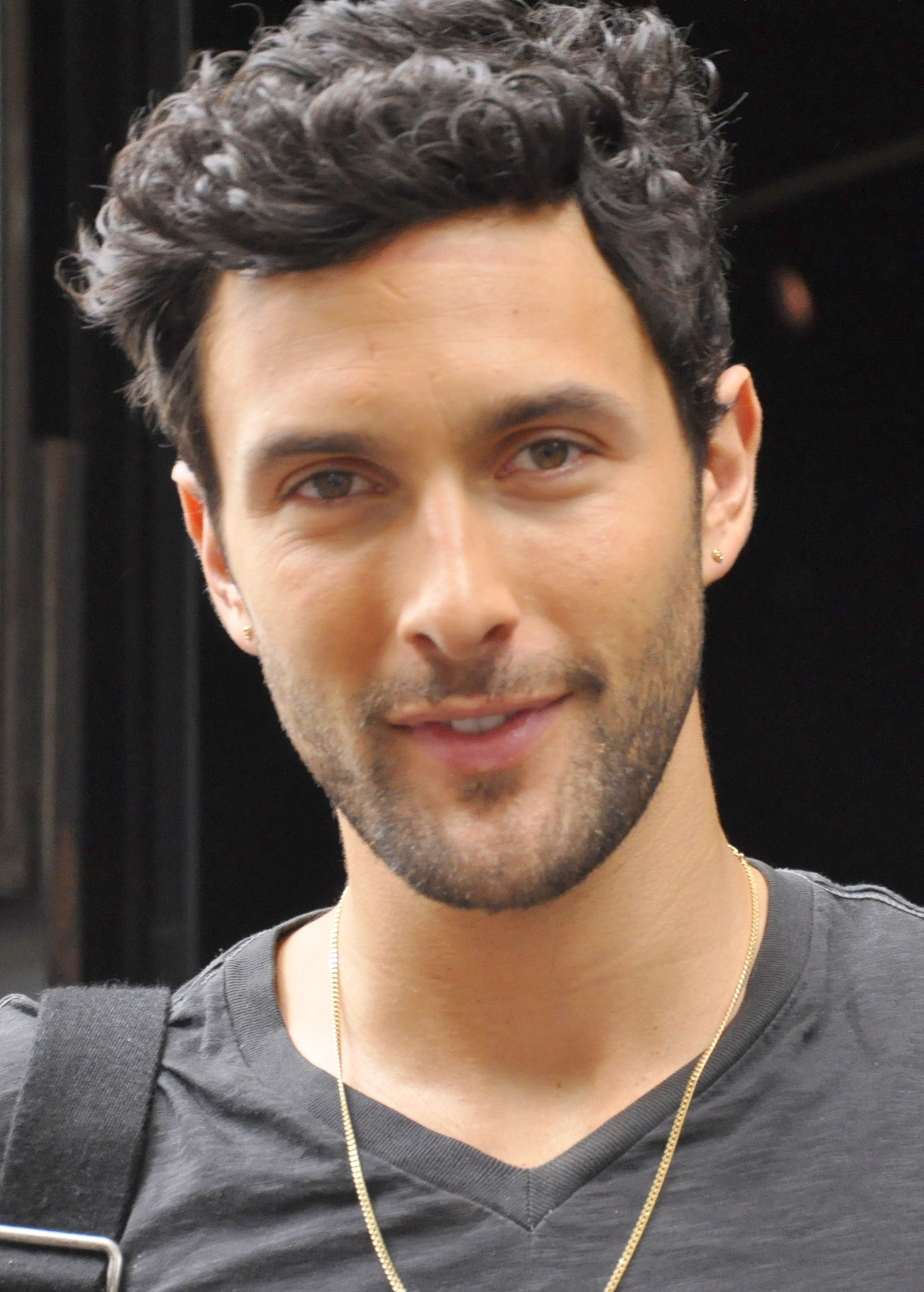
Noah Mills, 2012

Noah Mills (* 26. April 1983 in Toronto) ist ein kanadisches Model und Schauspieler.

## Leben
Mills wuchs in Baltimore, Maryland, auf, bevor er in Kanada und Australien ein Internat besuchte. Nach dem Abschluss des Internats in Kanada plante er, ein College zu besuchen, um Psychologie zu studieren. Eines Tages kam jedoch ein örtlicher Modelscout auf ihn zu und fragte ihn, ob er sich für das Modeln interessieren würde. Bald zog er nach New York und einige Wochen später wurde er für seine erste Runway Show gebucht.
Er ist das jüngste von fünf Kindern mit 2 älteren Brüdern und 2 älteren Schwestern. Er wohnt derzeit in Los Angeles, Kalifornien.

## Modelkarriere
Vogue.com stufte ihn im September 2014 als eines der "Top 10 Male Models of All Time" ein. Er hat seinen Platz als Ikone der Modebranche gefestigt, unter anderem dank seiner zahlreichen Dolce & Gabbana-Kampagnen. Mills war auch in Anzeigen für Tommy Hilfiger, Michael Kors und Gap Inc. zu sehen. Models.com nannte ihn "einen der begehrtesten Namen in der Branche". Mills modelte für zahlreiche imageträchtige Modemarken. Darunter befinden sich Salvatore Ferragamo, Dolce und Gabbana, Tommy Hilfiger, Michael Kors und Tom Ford. Er arbeitete auch mit Fotografen wie Steven Meisel, Peter Lindbergh und Mario Testino.

## Karriere als Schauspieler
Sein Schauspieldebüt gab Mills an der Seite von Kim Cattrall im Kassenschlager Sex and the City 2. Damit begann sein erster Schritt in Richtung einer Doppelkarriere als Model und Schauspieler. Seit seinem Durchbruch hat Mills eine wiederkehrende Rolle in 2 Broke Girls von CBS sowie eine Co-Star-Rolle in Taylor Swifts Musikvideo "Never Ever Getting Back Together" gespielt. In der  NBC-Serie The Brave spielte er 2017 die Hauptrolle Sgt. Joseph "McG" McGuire.

## Filmografie (Auswahl)
- 2010: Sex and the City 2
- 2011–2012: 2 Broke Girls (Fernsehserie, Folgen 1.01–1.02, 2.10)
- 2017–2018: The Brave (Fernsehserie, 13 Folgen)
- 2019: The Enemy Within (Fernsehserie, 13 Folgen)
- 2020: The Baker and the Beauty (Fernsehserie, Folgen 1.01, 1.03, 1.09)
- 2021: The Falcon and the Winter Soldier (Fernsehserie, 4 Folgen)
- 2021–2024: Navy CIS: Hawaiʻi (NCIS: Hawaiʻi, Fernsehserie)
- 2023: Navy CIS (NCIS, Fernsehserie, 1 Folge)